# Frédéric Machado
Pour les articles homonymes, voir Machado.
Frédéric Machado est un footballeur professionnel français qui évoluait au poste d'attaquant ou milieu offensif. Il est né le 11 novembre 1975 à Sartrouville.

## Parcours
Formé au LOSC , Frédéric Machado est considéré comme un espoir du foot nordiste, au point qu'il fait son premier match en Ligue 1 à 19 ans, bénéficiant même quelque temps plus tard d'une sélection en équipe de France espoir.
Il faudra surtout attendre la relégation du LOSC en D2 en 1997, pour voir Frédéric jouer régulièrement en équipe A sous la direction de Thierry Froger, échouant de peu à la promotion en D1.
La saison d'après, il est prêté dans le modeste club de l'ASOA Valence toujours en D2, la saison sera peu prolifique en buts et le club se sauvera de justesse de la relégation en National.
Il va néanmoins découvrir la troisième division, l'année suivante, puisqu'en 1999-2000 il est prêté dans l'ambitieuse équipe de l'AS Beauvais, dans laquelle il retrouve un ancien équipier du LOSC : Gaël Sanz. La saison est une réussite puisque le club finit champion de cette division et l'ASBO lève l'option d'achat.
De retour en D2 avec Beauvais, il connait une année moyenne, puisque Frédéric n'est pas toujours titulaire et ne marque aucun but.
En 2001/2002, l'AS Beauvais joue la montée en L1 et la concurrence devient rude pour Frédéric qui préfère s'exiler en National à Besançon, proche de la relégation en CFA.
Malgré 4 petits buts, il apporte beaucoup et parvient à faire maintenir le club, la saison d'après sera sa meilleure sur le plan de la réussite puisqu'il parvient pour la deuxième fois à obtenir l'accession en L2 avec le titre de Champion de National. Parallèlement, Machado marque 13 buts en championnat et l'équipe fait un bon parcours en coupe de France.
Mais la Ligue 2 est une nouvelle fois rude, et le club fait directement l'ascenseur.
Dans la foulée, le contrat de Frédéric Machado n'est pas reconduit.
N'ayant pas retrouvé de bons clubs, il tente sa chance en CFA dans le club du Gap FC  qui joue fréquemment les premiers rôles dans leur poule.
Dans le Sud, Frédéric est un pilier de sa formation grâce à son expérience au plus haut niveau et son efficacité. En 2007/2008, il réalise même une saison exceptionnelle en inscrivant 14 buts.
Moins en vue lors de ses deux dernières saisons (2008/2009 et 2009/2010), il décide de prendre sa retraite en 2010 après "une bonne note" : la montée de son club du CFA à la National.

## Carrière
- 1995-96 : Lille OSC (D1) 4 matchs, 0 buts
- 1996-97 : Lille OSC (D1) 4 matchs, 0 buts
- 1997-98 : Lille OSC (D2) 26 matchs, 5 buts
- 1998-99 : ASOA Valence (D2) 27 matchs, 2 buts
- 1999-00 : AS Beauvais (Nat) 13 matchs, 5 buts
- 2000-01 : AS Beauvais (D2) 15 matchs, 0 buts
- 2001-02 : AS Beauvais (D2) 2 matchs, 0 buts
- 2001-02 : Besançon RC (Nat) 24 matchs, 4 buts
- 2002-03 : Besançon RC (Nat) 30 matchs, 13 buts
- 2003-04 : Besançon RC (L2) 31 matchs, 2 buts
- 2004-05 : Gap FC (CFA), 18 matchs, 8 buts
- 2005-06 : Gap FC (CFA), 33 matchs, 9 buts
- 2006-07 : Gap FC (CFA), 29 matchs, 6 buts
- 2007-08 : Gap FC (CFA), 32 matchs, 14 buts
- 2008-09 : Gap FC (CFA), 31 matchs, 4 buts
- 2009-10 : Gap FC (CFA), 21 matchs, 1 but[1]

## Palmarès
- Vainqueur du Championnat de National en 2000 (AS Beauvais)
- Vainqueur du Championnat de National en 2003 (Besançon RC)
- Champion du groupe B de CFA en 2010 (Gap FC)

## Statistiques
- 1 sélection en équipe de France espoirs
- 8 matchs en Ligue 1
- 100 matchs et 9 buts en Ligue 2
- 67 matchs et 22 buts en National